# Dschihaz al-Muchabarat al-Amma

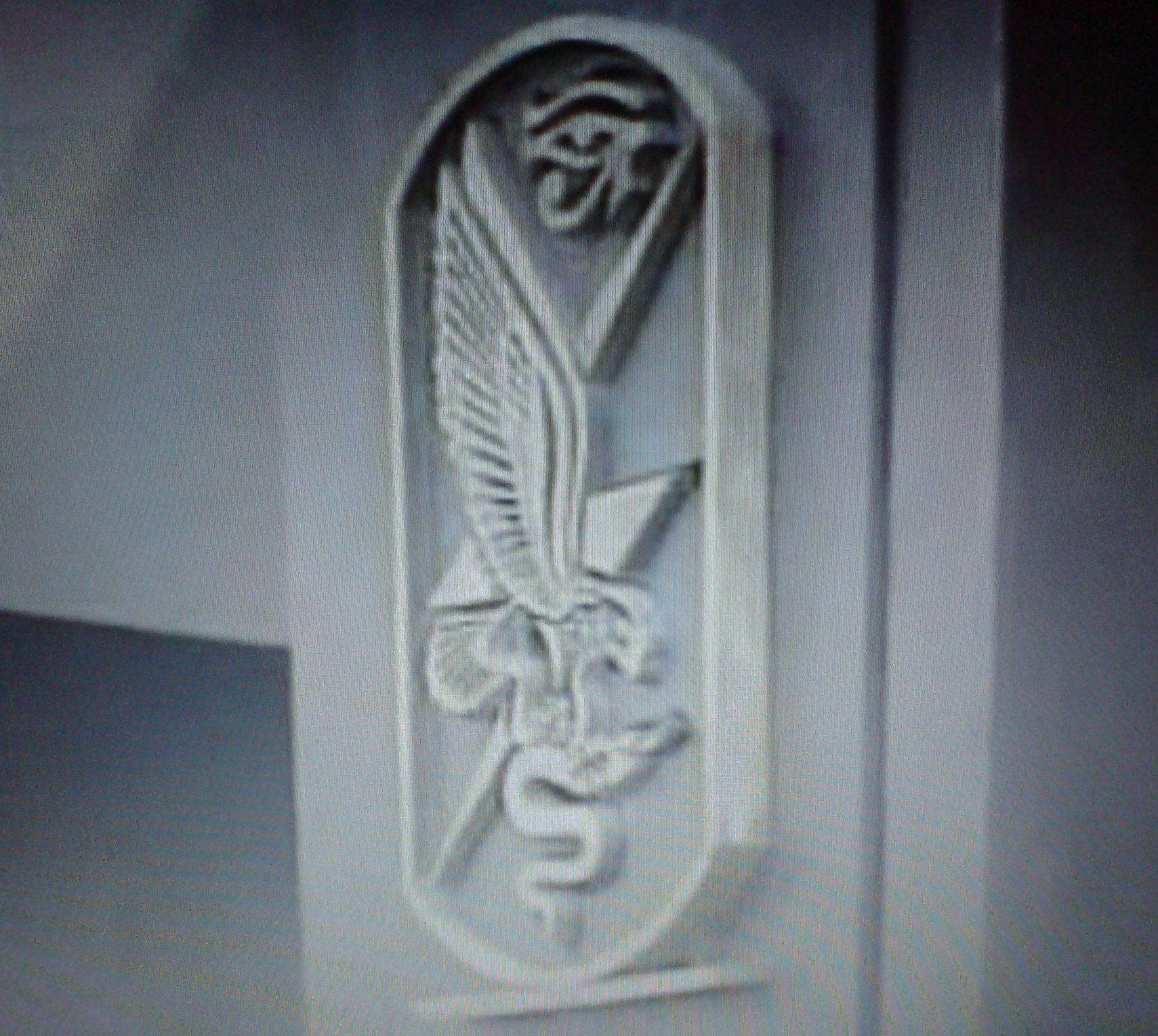
Logo des Dienstes

Der General Intelligence Service (GIS; arabisch جهاز المخابرات العامة, DMG Ǧihāz al-muḫābarāt al-ʿāmma), auch Muchabarat (arabisch المخابرات, DMG al-muḫābarāt) oder Mukhabarat genannt, ist einer der Nachrichtendienste in Ägypten mit Sitz in Kairo. Ursprünglich  zuständig für Terrorismusbekämpfung und Auslandsspionage, entwickelte er sich unter Mubarak und as-Sisi immer mehr zu einer Stütze des Regimes mit Kontrolle über Medien und strategische Wirtschaftsbereiche.
Daneben existiert der Militärnachrichtendienst Idarat al-Muchabarat al-Harbiyya wa-l-Istitlaʿ (arabisch ادارة المخابرات الحربية والاستطلاع). Der  Nachrichtendienst für Staatssicherheit Gihaz mabahith amn ad-dawla (arabisch جهاز مباحث أمن الدولة) würde im Zuge der Revolution 2011 aufgelöst.

## Geschichte
Der Nachrichtendienst wurde 1954 von Gamal Abdel Nasser gegründet. Der Muchabarat besitzt ähnlich wie die Streitkräfte Ägyptens  Beteiligungen an Unternehmen, vor allem im Rohstoffsektor. Seit 2022 kontrolliert er diese auch institutionell, vorher durch Kader in Aufsichtsräten. Außerdem verfügt er über eigene Medien und spielte eine Rolle bei der staatlichen Übernahme von Privatmedien. Mit Unterstützung Saudi-Arabiens wurde ein TV-Sender aufgebaut, der auch im Ausland als Sprachrohr der ägyptischen Sicherheitskräfte und des Regimes wirken soll. In diesem Sinne wirkte der Dienst 2022 an der Durchführung der Klimakonferenz COP27 mit.
Am längsten wurde die Organisation von Omar Suleiman geführt – von 1993 bis 2011. Seit 2018 ist Präsident as-Sisis Sohn Mahmud einer der stellvertretenden Direktoren. Manche Beobachter sehen in ihm den faktischen Leiter und Gewährsmann der Chefs.
Im Verfassungsschutzbericht 2019 wird darauf verweisen, dass sowohl der GIS, wie auch der Inlandsdienst National Security Service (NSS) in Deutschland aktiv seien. Ihr Hauptziel ist demnach, Erkenntnisse über in Deutschland lebende ägyptische Oppositionelle wie beispielsweise Vertreter der islamistischen Muslimbruderschaft oder Mitglieder der christlichen koptischen Gemeinden zu gewinnen.

## Chefs
- Zakaria Mohieddin (1952–1956)
- Ali Sabri (1956–1957)
- Salah Nasr Al Nogomy (1957–1967)
- Amin Howeidi (1967–1970)
- Hafez Ismail (1970–1970)
- Ahmad Kamel (1970)
- Karim Abdelrahman El-Leithy (1970–1973)
- Ahmad Ismail Ali (1973–1974)
- Ahmad Abdulsalam Tawfiq (1974–1975)
- Kamal Hassan Ali (1975–1978)
- Mohammad Saed Al Mahy (1978–1981)
- Foad Nassar (1981–1983)
- Rafaat Osman Jibrel (1983–1986)
- Kamal Hasan Ali (1986–1989)
- Omar Negm (1989–1991)
- Nour El Dien Afeefy (1991–1993)
- Omar Suleiman (1993–2011)
- Murad Muwafi (2011–2018)
- Abbas Kamel (2018–2024)
- Hassan Raschad (seit 2024)[10]

## Belege
1. ↑  Sullivan, Denis J.; Jones, Kimberley (2008). Global security watch - Egypt: a reference handbook. Westport, Connecticut: Praeger Security International. ISBN 978-0-275-99482-2. .
2. ↑  ian@madamasr.com: General Intelligence Service gains permission to establish companies after unanimous vote in House. Abgerufen am 3. Juni 2025 (amerikanisches Englisch).
3. ↑  Egypt: Abbas Kamel is more than a spy chief, he’s central to al-Sisi’s inner circle. Abgerufen am 3. Juni 2025 (englisch).
4. ↑  Secret Services on Air. Abgerufen am 3. Juni 2025 (englisch).
5. ↑  Dealt “deadly blows” by the regime, press freedom in Egypt is disappearing. 25. Januar 2019, abgerufen am 3. Juni 2025 (englisch).
6. ↑  Stephan Roll: Warum Ägyptens Auslandsgeheimdienst von der Weltklimakonferenz profitiert. Abgerufen am 3. Juni 2025.
7. ↑  Reuters Staff: Special Report: How Egypt's president tightened his grip. In: Reuters. 1. August 2019 (reuters.com [abgerufen am 3. Juni 2025]).
8. ↑  Mohamed Ali: Sisi and family toured new palace as Cairo burned. Abgerufen am 3. Juni 2025 (englisch).
9. ↑  Im Bundespresseamt: Offenbar ägyptischer Spion enttarnt. Abgerufen am 11. Juli 2020.
10. ↑  El-Sisi appoints Hassan Rashad head of General Intelligence Service - Politics - Egypt. Abgerufen am 1. Juni 2025.